# أندريا مي
أندريا مي (بالإيطالية: Andrea Mei)‏ هو لاعب كرة قدم إيطالي في مركز ظهير ‏، ولد في 18 مايو 1989 في أوربينو في إيطاليا. شارك مع منتخب إيطاليا تحت 16 سنة لكرة القدم ومنتخب إيطاليا تحت 17 سنة لكرة القدم ومنتخب إيطاليا تحت 18 سنة لكرة القدم ومنتخب إيطاليا تحت 19 سنة لكرة القدم. أما مع النوادي، فقد لعب مع إنتر ميلان وفي في في فينلو وكييفو فيرونا ونادي بياتشينزا ونادي كروتوني ونادي لوميتساني.

## وصلات خارجية
- أندريا مي على موقع قاعدة بيانات كرة القدم.إي يو (الإنجليزية)